# ألبولاريو
البُلاريّ (بالإنجليزية: Albularyo)‏ (نقحرة: ألبولاريو) هو مصطلح فلبيني يطلق على طبيب شعبي أو معالج شعبي أو رجل طب. ويمارسون الطب الشعبي ويستخدمون النباتات الطبية في تجارتهم.

## الدور والوظائف
البُلارِيّ هو «طبيب شعبي» يوجد عادة في المناطق الأكثر ريفية في الفلبين التي تشفي الناس باستخدام الأعشاب والممارسات التقليدية مثل هيلوت أو التدليك.وتعتبر خدماتها إما ملاذاً أولاً أو أخيرًا لمعالجة الأمراض. ويدعي مريض البُلاريّ أن الممارس لديه صلاحيات خارقة للطبيعة لا يوفرها الطب الحديث. وهذا الاعتقاد يجعلهم أكثر جدارة بالثقة من ممارسي الطب الحديث. وبغض النظر عن ممارسة الطب الشعبي، يزعمون أيضاً أن البُلاريّ يمارس الشعوذة ويلعن الناس.
ويمارس البُلاريّون تجارتهم باستخدام الصلوات التي تسمى الأوراسيون والطقوس. وتستخدم الخلائط المصنوعة من أجزاء نباتية مثل الأوراق والحلوى والجذور والزيوت مثل زيوت جوز الهند. البنغَلاب هي عملية البحث عن هذه النباتات الطبية، وبابوكال هي تحضير قطع من النباتات المذكورة. والبلارية تستخدم أيضاً اللعاب الخاص بها وقطع من الأوراق مع كتابات. يستخدم البُلاريّ بلورات الطاووس (الألوم) لمعرفة من يسبب الأمراض في مرضاهم." ويمكن أيضا استخدام شمع الشمعة التي تصب في الماء، أو بيض، أو الأرواح للتعرف على سبب الأمراض ومن ثم يمكن للبُلاريّ أن يستخدم الطقوس والصلوات لإبعاد الروح وبالتالي إزالة المرض عن المريض.